# Tricyphona cinereicolor
Tricyphona (Pentacyphona) cinereicolor là một loài ruồi trong họ Pediciidae. Chúng phân bố ở vùng sinh thái Nearctic.